# Square Jean-Leclaire
Le square Jean-Leclaire est un espace vert du 17e arrondissement de Paris.

## Situation et accès
On y accède par la rue Jean-Leclaire, ainsi que par la rue Lantiez, la rue Navier et la rue Jacques-Kellner.
Il est desservi par la ligne 13 aux stations Porte de Saint-Ouen et Guy Môquet.

## Origine du nom
Ce square porte le nom de Jean Leclaire (1801-1872) — patron d'une entreprise de peinture en bâtiment et militant social qui innova en faisant le premier participer ses employés à l'intéressement aux bénéfices —, en raison de sa proximité avec la rue éponyme.

## Historique
Ce square qui s'étend sur 3 750 m2 a été créé, en 1940, au-dessus des voies de la Petite Ceinture.